# Gitega
Gitega – stolica Burundi, ośrodek administracyjny prowincji Gitega. Według szacunków z 2025 roku liczy około 35 000 mieszkańców, jest siódmym pod względem wielkości miastem w kraju.
Od 2025 roku Gitega jest siedzibą jednej z pięciu nowo utworzonych prowincji w Burundi, w ramach reformy administracyjnej, która zastąpiła dotychczasowy podział na 18 prowincji. Nowym gubernatorem prowincji Gitega został Liboire Bigirimana, członek rządzącej partii CNDD-FDD.

## Gospodarka
Rozwinął się tu przemysł spożywczy, głównie związany z przeróbką kawy, przemysł skórzany: garbarnie, produkcja butów, wytwórnie galanterii skórzanej. W mieście znajduje się port lotniczy Gitega, jest ważnym węzłem komunikacyjnym kraju. Funkcjonuje tu Muzeum Narodowe. W pobliżu miasta na rzece Ruvuvu usytuowana jest elektrownia wodna. Niedaleko rzeki wydobywany jest torf. W okolicach Gitegi znajdują się duże, płytko zalegające złoża rud niklu (ok. 5% światowych zasobów), wolframu, kolumbitu, kobaltu i miedzi.
W 2025 roku Gitega pozostaje ważnym ośrodkiem przetwórstwa rolno-spożywczego, zwłaszcza kawy i produktów skórzanych. Władze prowincji zapowiedziały modernizację lokalnej infrastruktury transportowej i edukacyjnej w ramach programu rozwoju regionalnego CNDD-FDD.
Gitega położona jest na płaskowyżu, a większość przygranicznych terenów jest przeznaczona na wypas bydła oraz pod uprawę roślin takich jak banany, orzeszki ziemne, słodkie ziemniaki i maniok.

## Administracja
Od XIX wieku do 1966 roku siedziba królów Burundi. W okresie kolonialnym (Ruanda-Urundi), utraciło faktyczną funkcję administracyjną na rzecz Usumbury (ob. Bużumbura). 24 grudnia 2018 miasto ponownie zostało stolicą kraju.
W maju 2025 roku w Gitedze zainaugurowano ogólnokrajową kampanię wyborczą przed wyborami parlamentarnymi. W wydarzeniu wzięło udział ponad 10 000 uczestników reprezentujących 22 partie polityczne. Gubernator Gitegi, Venan Manirambona, podkreślił znaczenie jedności narodowej i pokojowego przebiegu kampanii.